# Tetrapsyllus elutus
Tetrapsyllus elutus är en loppart som beskrevs av Johnson 1957. Tetrapsyllus elutus ingår i släktet Tetrapsyllus och familjen Rhopalopsyllidae. Inga underarter finns listade i Catalogue of Life.